# Most (opera)
Most je antiopera ve dvou dílech (odděleních) českého skladatele Jarmila Burghausera na libreto Josefa Pávka (1919–1989).

## Vznik a charakteristika
Skladatel Jarmil Burghauser se od konce 50. let 20. století odvrátil od původního málo výbojného neoklasicismu, ve kterém byly složeny i jeho předchozí tři opery Alladina a Palomid, Lakomec a Karolinka a lhář. Začal vstřebávat vlivy tzv. Nové hudby a nakonec roku 1964 formuloval vlastní kompoziční systém, který nazval „harmonický serialismus“. Jedním z nejvýznamnějších děl tohoto období, které je považováno za vrchol Burghauserovy tvorby, je experimentální opera – autor sám ji nazval „antiopera“ – Most.
Libreto Josefa Pávka má námět emigrace. S částečným využitím prvků absurdního divadla uvádí na scénu dva paralelně probíhající příběhy (toto řešení vzniklo z iniciativy skladatele): jeden je příběhem pobělohorského exulanta, druhý poúnorového emigranta, oba se obtížně a nakonec neúspěšně pokoušejí o návrat do vlasti. V historickém příběhu vystupují zpěváci, v příběhu ze současnosti herci. V hudbě vedle svého „harmonického serialismu“ – který charakterizuje historický příběh – používá Burghauser i aleatoriky, elektronické hudby a příležitostně jazzu, které naopak charakterizují epochu současnou. Burghauser to v divadelním programu ke své opeře popsal takto: „Zvolil jsem kompoziční metodu, která má na jedné straně oporu v pevném řádu harmonického serialismu, který formuje tónový obsah skladby, a na druhé straně uvolňuje celé velké plochy rytmicky a metricky v tzv. malé aleatorice, která umožňuje interpretům co největší vlastní tvůrčí přínos.“
Opera byla uvedena v Národním divadle v Praze 30. března 1967 pod taktovkou dirigenta Alberta Rosena s Alenou Míkovou a Viktorem Kočím v hlavních rolích. Opera se setkala s rezervovaným přijetím kritiky a nezájmem obecenstva. Do května se konaly tři reprízy a čtvrtá 8. října 1967 při příležitosti kongresu Mezinárodní společnosti pro soudobou hudbu (4. – 10. 10. 1967). Podle muzikologa Viléma Pospíšila „nesplnila očekávání a s pořadů opery brzy zmizela“. Vícekrát antiopera Most hrána nebyla.

## Osoby a první obsazení
| osoba                         | hlasový obor | premiéra (31. března 1967) |
| ----------------------------- | ------------ | -------------------------- |
| Jiří                          | tenor        | Viktor Kočí                |
| Alena                         | soprán       | Alena Míková               |
| Šenkýřka / Barová zpěvačka    | alt          | Ivana Mixová               |
| Kornet                        | baryton      | Rudolf Jedlička            |
| Jeroným                       | bas          | Dalibor Jedlička           |
| Jan                           | bas          | Jaroslav Horáček           |
| Jakub                         | bas          | Vladimír Jedenáctík        |
| Samuel                        | tenor        | Jaroslav Stříška           |
| První muž v hospodě           | bas          | Miroslav Šindelář          |
| Druhý muž v hospodě           | bas          | Karel Macho                |
| Třetí muž v hospodě           | …            | Karel Bláha                |
| Muž                           | mluvená role | Jiří Němeček               |
| Žena                          | mluvená role | Marta Kučírková            |
| Mixérka                       | mluvená role | Zdena Hadrbolcová          |
| Číšník                        | mluvená role | Norbert Stallich           |
| Neznámý                       | mluvená role | Jaroslav Kaňkovský         |
| Chuligán                      | mluvená role | Josef Tarant               |
| Protagonista                  | mluvená role | Václav Vydra mladší        |
| Dirigent: Albert Rosen        |              |                            |
| Režie: Ladislav Štros         |              |                            |
| Scéna: Vladimír Nývlt         |              |                            |
| Kostýmy: Adolf Wenig          |              |                            |
| Choreografie: Vlastimil Jílek |              |                            |

## Děj opery
Odehrává se v Praze na Malé Straně souběžně roku 1648, v době švédského obléhání Prahy, a v době vzniku opery (tj. roce 1966).
(1. obraz – Hospoda u Kamenného mostu roku 1648, pozdě večer) Ve sledu švédských vojsk se do Prahy navrátil pobělohorský exulant Jiří. V hospodě pijí vedle švédských žoldnéřů místní a válečné útrapy i útisk habsburského režimu je učinily zahořklými a nevraživými. Jiří se od nich povahou liší, a tím upoutá pozornost Aleny. Jiří a Alena se dávají do rozhovoru.
(2. obraz – Noc nad jezem u Karlova mostu, roku 1966) Muž přijel do Prahy z ciziny po dlouhé emigraci. Téměř nikoho už zde nezná. Sotva před dvěma hodinami se spřátelil se Ženou a už jí vypráví o milostném příběhu, který kdysi zažil za mostem, na druhé straně Vltavy. Teprve návrat do vlasti v něm vzbudil zpět k životu vzpomínky na dávnou, zapomenutou lásku.
(3. obraz – Stejné místo, roku 1648) Jiří vypráví Aleně o bitvě na Bílé hoře s o jejích následcích, které ho donutily k exilu. Z druhého břehu Vltavy je slyšet hluk: Staré Město se opevňuje proti Švédům, kteří se na ně chystají zaútočit. Jakýsi muž náhle Jiřího přepadne a ten by přišel o život, kdyby ho nezachránil zásah švédského korneta. Boj katolických Pražanů se Švédy, jež podporuje malá skupina českých evangelíků, začíná.
(4. obraz – V baru Praga Grill, roku 1966) V Praga Grillu se tančí, barová zpěvačka k tomu zpívá. Muž přivádí Ženu k tanci a vyptává se personálu na svou bývalou lásku, se kterou sem kdysi chodíval. V tom mu číšník nemůže být nápomocen, zato má pro něj vzkaz, že ho hledal jakýsi muž (Neznámý). Ten se vzápětí objeví sám a napadá muže za to, že mu přebral jeho dívku. Díky zásahu personálu zůstane u výhrůžek.
(5. obraz – Malostranský plácek, roku 1648) V ovzduší napjatém probíhajícím konfliktem probíhá soud. Samuel je obviněn ze zákeřného přepadení Jiřího. Jiří přednáší svou žalobu a nabízí žalovanému za obhájkyni Alenu. Samuel se však chce rovněž hájit vlastními slovy. Když ho soudci obviní, že byl ke zločinu zjednán a uplacen jezuity, rozhněvá se a naopak ostře napadá Jiřího a vůbec všechny, kteří se v pobělohorské době odebrali do ciziny, místo aby snášeli dobré a zlé se svou vlastí. Mezi přihlížejícími se najdou zastánci i odpůrci tohoto názoru, takže se soud nakonec zvrhne ve rvačku.
(6. obraz – Ulice před Praga Grillem, roku 1966) Žena a Muž vycházejí z baru. Žena si Muže odvádí do bytu. Cestou je přepadne skupina chuligánů a oba spoutá; ukáže se, že jednají na pokyn Neznámého, Ženina bývalého milence. Hluk však přivolá číšníka a mixérku, kterým se podaří chuligány zahnat a Muže a Ženu osvobodit.
(7. obraz – dělená scéna, pokoj v roce 1648 a v roce 1966) Žena s Mužem i Alena s Jiřím prožijí noc lásky – první, ale i poslední. Stejně jako Samuel je totiž i Alena přesvědčena, že opuštění vlasti nelze ospravedlnit, a odchází od Jiřího navždy pryč, přestože ho miluje. Jiří se ji marně snaží zadržet. I Muž musí Ženě přiznat, že prostředí a lidé v jeho staré vlasti se mu nenapravitelně odcizili: bude se muset vrátit do svého stávajícího domova.
(Epilog – dělená scéna, poblíž Karlova mostu v roce 1648 a v roce 1966) Jiří se zapojuje do boje o most na straně Švédů a chce proniknout na druhý břeh. Ale švédský útok je odražen a Jiří přitom padne. I Muž odchází, doprovázen Ženou, bez toho, aby po stopách své bývalé lásky přešel přes most do svého dávného domova. I když nekončí tragicky jako Jiří, jemu i Jiřímu se návrat do minulosti – symbolizované druhou stranou mostu – nezdařil.

## Instrumentace
Tři flétny, dva hoboje, tři klarinety, dva fagoty, tři lesní rohy, tři trubky, tři pozouny, tuba, tympány, bicí souprava, elektrická kytara, harfa, klavír, smyčcové nástroje (housle, violy, violoncella, kontrabasy).